# Иваидзуми
Иваи́дзуми (яп. 岩泉町 Иваидзуми-тё:) — посёлок в Японии, находящийся в уезде Симохей префектуры Иватэ. Площадь посёлка составляет 992,91 км², население — 9833 человека (1 августа 2014), плотность населения — 9,90 чел./км². Посёлок Иваидзуми самый крупный по площади посёлок на острове Хонсю.

## Географическое положение
Посёлок расположен на острове Хонсю в префектуре Иватэ региона Тохоку. С ним граничат города Мияко, Мориока, Кудзи, посёлок Кудзумаки и сёла Фудай, Танохата, Нода.

## Население
Население посёлка составляет 9833 человека (1 августа 2014), а плотность — 9,90 чел./км². Изменение численности населения с 1980 по 2005 годы:
| 1980 | 18 236 чел. |  |
| 1985 | 16 959 чел. |  |
| 1990 | 15 164 чел. |  |
| 1995 | 13 879 чел. |  |
| 2000 | 12 845 чел. |  |
| 2005 | 11 914 чел. |  |

## Символика
Деревом посёлка считается сосна густоцветная, цветком — Paulownia tomentosa, птицей — Syrmaticus soemmerringii.